# Bołat Nijazymbetow
Bołat Nijazymbetow (kaz. Болат Ниязымбетов; ur. 19 września 1972) – kazachski bokser kategorii lekkopółśredniej. W 1996 roku na letnich igrzyskach olimpijskich w Atlancie zdobył brązowy medal.